# دبيق نحيل
الدبيق النحيل (باللاتينية: Bupleurum tenuissimum) نوع نباتي ينتمي إلى جنس الدبيق من الفصيلة الخيمية.

## الموئل والانتشار
موطن هذا النوع بلاد الشام وسيناء والمغرب العربي والقوقاز ومعظم مناطق أوروبا.

## مرادفات للاسم العلمي
- (باللاتينية: Agostana tenuissima Stuart ex Gray)
- (باللاتينية: Bupleurum columnae Guss.)
- (باللاتينية: Bupleurum gerardii Gaertn., E.Mey. & Scherb. [Illegitimate])
- (باللاتينية: Bupleurum junceum Pollich [Illegitimate])
- (باللاتينية: Bupleurum junceum var. pollechii (J.F.Gmel.) Spreng.)
- (باللاتينية: Bupleurum pollichii C.C.Gmel.)
- (باللاتينية: Bupleurum procumbens Desf.)
- (باللاتينية: Bupleurum tenue Salisb. [Illegitimate])
- (باللاتينية: Bupleurum tenuissimum f. brevibracteatum H.Wolff)
- (باللاتينية: Bupleurum tenuissimum var. columnae (Guss.) Godr.)
- (باللاتينية: Bupleurum tenuissimum var. compactum Caruel)
- (باللاتينية: Bupleurum tenuissimum f. longibracteatum H.Wolff)
- (باللاتينية: Bupleurum tenuissimum var. nanum DC.)
- (باللاتينية: Bupleurum tenuissimum f. paniculatum H.Wolff)
- (باللاتينية: Bupleurum tenuissimum var. procumbens (Desf.) H.Wolff)
- (باللاتينية: Bupleurum tenuissimum f. subracemosum H.Wolff)